# Neugartheim-Ittlenheim
Neugartheim-Ittlenheim es una localidad y comuna francesa, situada en el departamento de Bajo Rin en la región de Alsacia.
La comuna fue constituida en 1973 por incorporación de la localidad de Neugartheim a la entidad de Ittlenheim.

## Demografía
| 307 | 315 | 371 | 523 | 522 | 606 |
| Para los censos de 1962 a 1999 la población legal corresponde a la población sin duplicidades (Fuente: INSEE [Consultar]) |     |     |     |     |     |

## Patrimonio
- Iglesia de Saint Rémi, con elementos del siglo XVI. El edificio data de 1784 y fue restaurado en 1994 para su inscripción en el registro de monumentos históricos.